# Dębsk (powiat żuromiński)
Dębsk – wieś w Polsce położona w województwie mazowieckim, w powiecie żuromińskim, w gminie Żuromin. Ma status sołectwa.
| SIMC    | Nazwa   | Rodzaj    |
| ------- | ------- | --------- |
| 1060582 | Parcele | część wsi |

Wierni Kościoła rzymskokatolickiego należą do parafii św. Floriana w Poniatowie.
W latach 1975–1998 miejscowość należała administracyjnie do województwa ciechanowskiego.